# بورسيرة سنانية الأوراق
بورسيرة سنانية الأوراق (الاسم العلمي:Bursera lancifolia) هي نوع من النباتات تتبع جنس البورسيرة من الفصيلة البخورية.